# 17484 Ґангофер
17484 Ґангофер (17484 Ganghofer) — астероїд головного поясу, відкритий 13 вересня 1991 року.
Тіссеранів параметр щодо Юпітера — 3,345.